# Anna Heindl

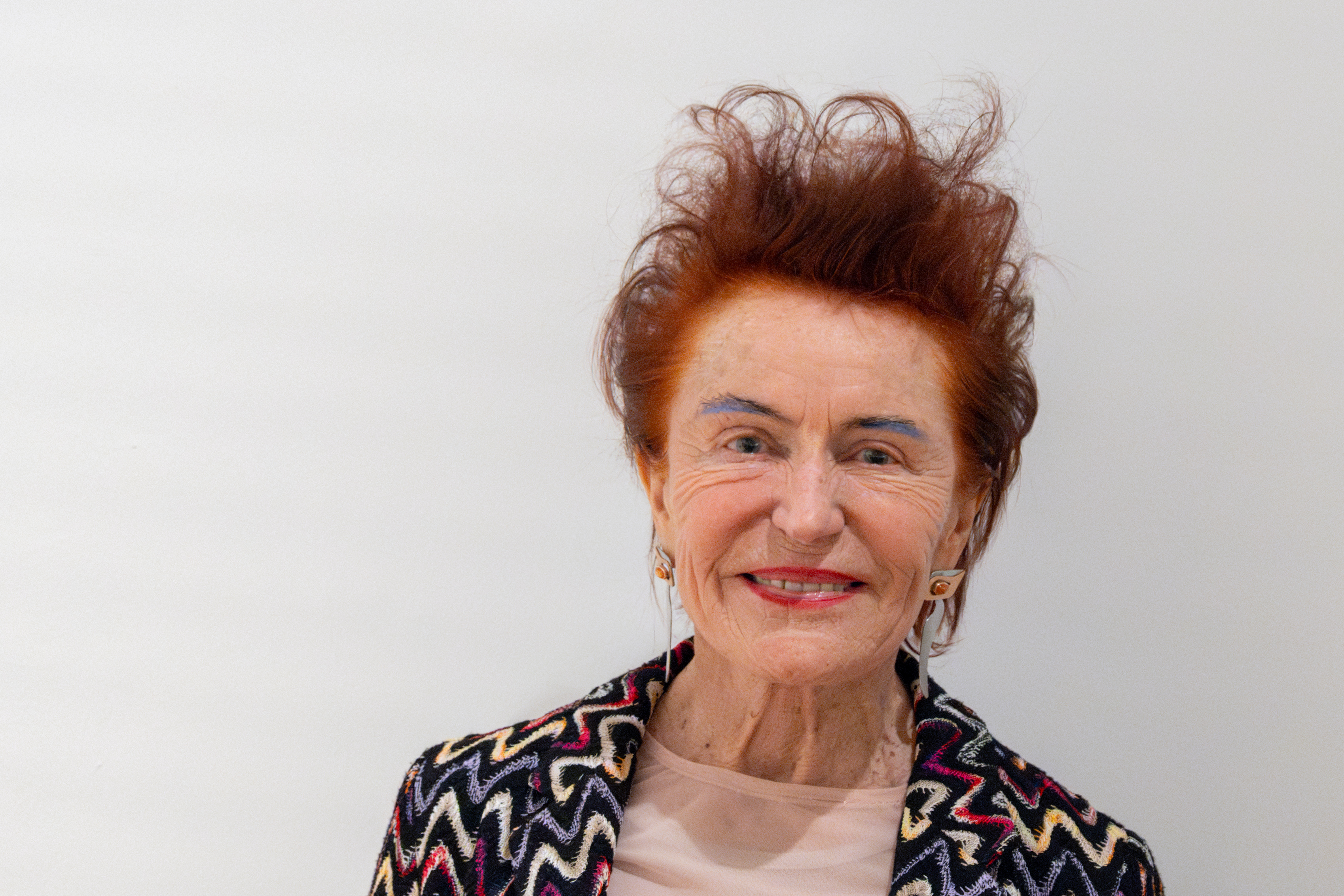
Anna Heindl (2025)

Anna Heindl (* 13. Februar 1950 in Perg, Oberösterreich) ist eine österreichische Schmuckkünstlerin. Heute lebt und arbeitet sie in Wien und Niederösterreich.

## Leben
Ihre Kindheit und Jugend verbrachte Anna Heindl in Oberösterreich. 1969 absolvierte sie die Matura in Linz an der Donau. Danach studierte Anna Heindl zwei Semester Theaterwissenschaft an der Universität Wien und ab 1971 an der Universität für angewandte Kunst in Wien, wo sie 1976 die Meisterklasse für Metallgestaltung bei Franz Hagenauer mit Diplom abschloss. In dieser Zeit Studium als Gasthörerin bei Hermann Jünger an der Akademie der Bildenden Künste München und Praktikum bei Elisabeth Defner und Helfried Kodré. Nach dem Studium Zusammenarbeit mit dem bildenden Künstler Manfred Wakolbinger (von 1976 bis 1980), den sie 1979 heiratete.
Die Wiener Rathauskorrespondenz schrieb 2002 über Heindl: „Ihre Schmuckstücke, die skulpturale Qualitäten aufweisen, werden auf der ganzen Welt gezeigt. Ihre Titel, Landschaft und Garten, ears und tears, blossoms sind auch Ausdruck ihrer Naturverbundenheit.“

## Werke
Anna Heindls Arbeit wird immer durch ein Thema bestimmt, welches sie meist zwei bis drei Jahre beschäftigt.
- Bei „Landschaft und Garten“ interessierten sie der menschliche Eingriff in die Natur und Grenzziehungen im weiteren Sinn.
- „Ears and Tears“ handelt vom Zuhören und der Form des Ohres.
- „Paradise“ bezieht sich auf den Mittelteil des Gemäldes „Der Garten der Lüste“ von Hieronymus Bosch. Die Weisheiten aus dem alten Testament vermischt mit den Regeln der freigeistigen Glaubensgemeinschaft, der Bosch angehörte, bieten den Hintergrund für diese Arbeiten.
- „Farbkörper“ sind in Edelstahl eingefasste Farbräume aus Edelsteinen.
- „Blumen der Nacht“ (Bezeichnung für japanische Schamhaar-Perücken): Edelsteine und Perlen umgeben von Edelstahlfransen
- „Buds“: Knospe, der Zustand vor der Blüte.

Anna Heindl zeigt ihre Werke im In- und Ausland:

### Gruppenausstellungen seit 1972 (Auswahl)
- 1978 Schmuck und Tischgerät aus Österreich (mit Katalog), Neue Galerie Graz am Universalmuseum Joanneum in Graz
- 1980 „Schmuck International“ im Künstlerhaus Wien
- 1982 „Email“-Ausstellung in mehreren Museen in Australien
- 1982 „Schmuck Tendenzen“ im Schmuckmuseum Pforzheim
- 1983 „International Jewelry“ Tokyo
- 1984, 1988 und 1993 Museum für angewandte Kunst, Wien
- 1994 Schmuck aus Österreich, Museum für angewandte Kunst, Genf
- 1984 Biennale Venedig
- 1987 Schmuckbiennale Paris; Europalia, Brüssel
- 1988 Museum für angewandte Kunst, Wien
- 1989 Int. Crafts Triennial, Perth Australien; „Ornamenta“ im Schmuckmuseum Pforzheim
- 1990 Biennale des Bijoux, Centre Pompidou Paris
- 1991 Museum Hertogenbosch „Beauty is a Story“
- 1994 Museum für angewandte Kunst, Genf
- 1997 Art fair SOFA, Chicago (Link von aktueller Veranstaltung)
- 2000 Ueno no Mori Museum, Tokyo, „Kunst hautnah“, Künstlerhaus Wien
- 2003 Tokyo, Wako Hall
- 2004 Houston, Museum of Fine Arts
- 2004 Museum Bellerive, Zürich
- 2007 Schmuckmuseum Pforzheim „Schmuck treibt Blüten“
- 2008–2012 Saatchi Gallery, „Collect“ London
- 2013 bis 2016 „Art and Design“, Fair, Dubai
- 2018 KUNSTradln in Millstatt

### Einzelausstellungen
- 1978 Wien, Galerie am Graben
- 1980 Graz, Galerie Droschl
- 1981 Klagenfurt, Galerie Hildebrand
- 1983 Wien, Galerie am Graben (Katalog)
- 1984 Basel, Galerie Atrium
- 1986 Graz, Neue Galerie am Landesmuseum Joanneum (Katalog)
- 1987 Wien, Galerie Krinzinger (Katalog)
- 1989 Wien, Galerie V+V; Zürich, Galerie Zaunschirm (Katalog)
- 1990 Graz, Neue Galerie am Landesmuseum Joanneum
- 1990 Innsbruck, Galerie Krinzinger
- 1993 Amsterdam, Galerie Smit
- 1993 München, Galerie Wassermann
- 1995 bis 2013 Wien, Galerie Slavik (Katalog)
- 1996 Barcelona, Galerie Magari
- 1997 Antwerpen, Galerie Sophie Lachert
- 1999 Tokyo, Galerie Dan Ginza
- 2001 bis 2015 Antwerpen (Tielrode), Galerie Sofie Lachaert (Katalog)
- 2001 Galerie Slavik
- 2007 Galerie Slavik (Katalog)
- 2008 Galerie Sofie Lachaert, Belgien, Werkstadt Graz
- 2011 Galerie Song, Wien
- 2012 Galerie Sofie Lachaert (Katalog)
- 2013 Galerie Slavik, Wien
- 2014 Galerie Sofie Lachaert, Belgien (Katalog)
- 2016 Galerie Slavik, Wien
- 2019 Kunsthaus März "Zwischen Stopp" (Katalog)
- 2020/21 Schlossmuseum Linz, Anna Heindl, Longtime Love Affairs (Retrospektive, mit Katalogbuch)

Werke von Anna Heindl befinden sich in einer Reihe von öffentlichen Sammlungen:
- Museum für angewandte Kunst, Wien
- Schmuckmuseum Pforzheim
- Museum Perth, Australien
- Sammlung Hochschule für angewandte Kunst, Wien
- Museum Hertogenbosch, Holland[4]
- Musèe des Arts Dècoratifs, Louvre, Paris

Ihre Werke werden unter anderem von Galerien in Wien, New York und Antwerpen (Tielrode) angeboten.